# 诺罗敦

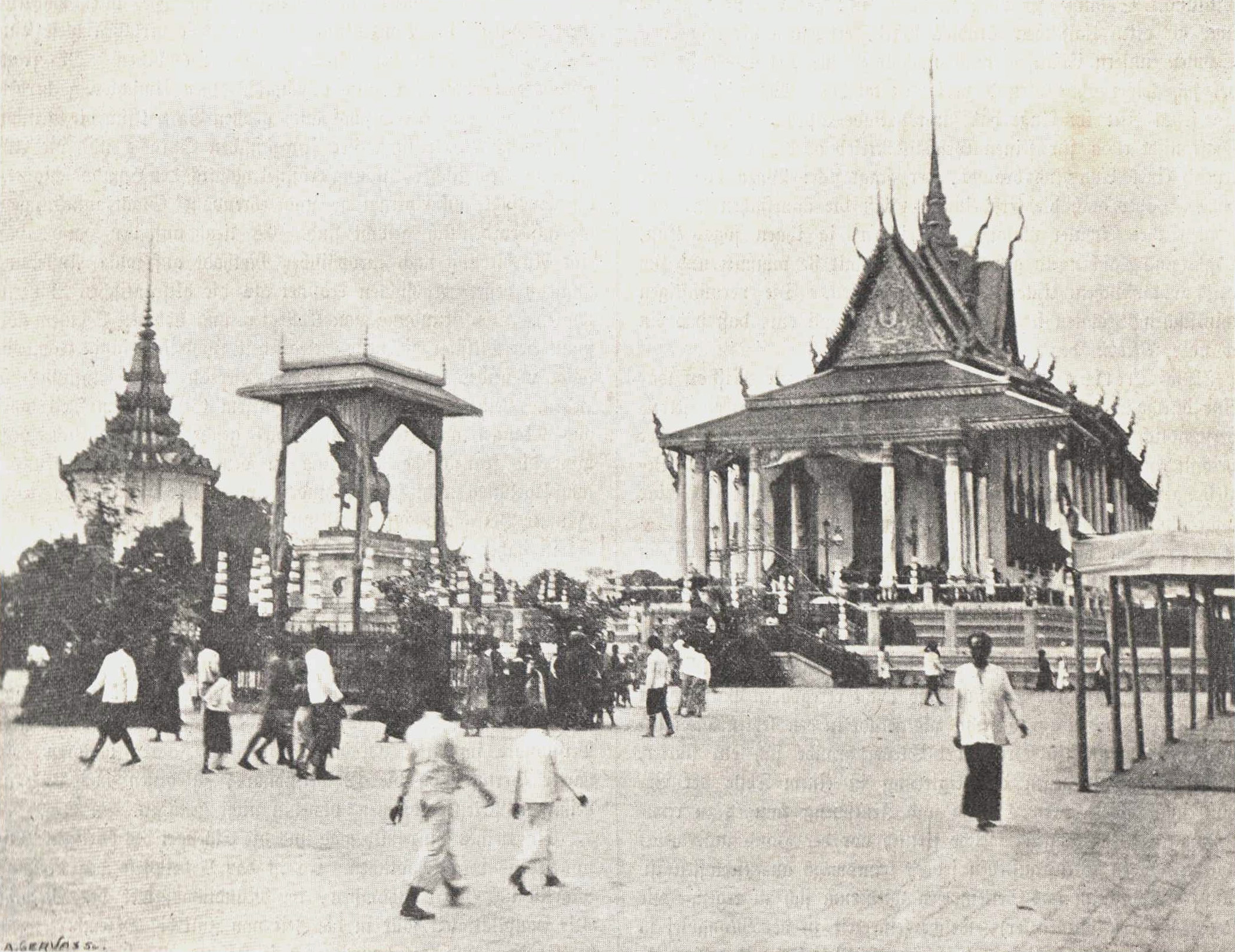
诺罗敦时期建造的银佛寺

诺罗敦（Norodom；1834年2月1日—1904年4月24日），柬埔寨国王，1860年至1904年在位。本名安瓦戴（អង្គវតី，Ang Voddey）。他是柬埔寨诺罗敦王室的始祖。

## 生平
诺罗敦是安东长子；母亲是安东的王妃Pen。1850年，诺罗敦与同父异母弟西索瓦一起被送往暹罗首都曼谷，学习泰语、政治、军事、佛教及巴利文。他于1857年被暹罗国王蒙固任命为暹罗皇家军队的军事顾问，后来被授予白象勋章。
1860年，安东国王去世，诺罗敦继位。但诺罗敦一直没能举行加冕典礼，因为传国神器被暹罗扣留。与此同时，磅湛省发生占族的叛乱。1862年，诺罗敦失去对这片地区的控制，离开乌栋逃往马德望避难，随后流亡曼谷。此后，诺罗敦的同父异母弟西沃达宣称拥有王位，挑战诺罗敦的权威。鉴于暹罗和越南介入柬埔寨的内乱，暹罗决定将诺罗敦加冕为傀儡国王。1863年，诺罗敦在曼谷卧佛寺被加冕为柬埔寨国王，随后被送往马德望居住。1866年，法国殖民者迫使诺罗敦将首都迁往金边，建设金边王宫。
1867年法国迫使暹罗签订条约，将外柬埔寨割让给法国。法国也迫使诺罗敦与法国人签订保护条约。自此柬埔寨成为独立的法国保护国，保持高度自治。
柬埔寨成为法国保护国后，暹罗朝廷同意归还柬埔寨的传国神器。1868年，诺罗敦在法国官员的监督下再次加冕。然而，他统治的却是一个弱小而动荡的国家，受到法国和暹罗权力斗争的影响。叛军和匪帮都希望将暹罗人、越南人和法国人驱逐出这个国家。1884年，法国人控制了老挝，并横行于越南。法国和暹罗为了争夺老挝，于1893年爆发法暹战争，最后暹罗被迫将老挝割让给法国。1907年，暹罗将内柬埔寨割让给法国。内柬埔寨包括马德望、诗梳风、暹粒三省，法国则将达叻、庄他武里归还给暹罗。
诺罗敦在位期间进行行政和司法改革，减少了省份的数量，从而减少了行政开支。他还效仿暹罗国王朱拉隆功，废除了王室的商业垄断、奴隶及民事清单。在位期间，诸如槟榔、胡椒、糖等一些农产品的成本降低了。诺罗敦还是一位艺术爱好者，他欢迎各国的艺术家来柬埔寨教授现代音乐，同时向这些艺术家教授高棉传统音乐和舞蹈。
1884年6月17日，法国迫使诺罗敦签署条约，使柬埔寨朝廷放弃了对公共收入、关税和公共工程的控制，从而巩固了法国在柬埔寨的地位。诺罗敦反抗，但法国炮艇停泊于王宫之外，诺罗敦被迫签名。这引起了柬埔寨全国的广泛愤怒，1885年，诺罗敦之弟西沃达起兵反抗法国统治，法国人怀疑诺罗敦暗中支持西沃达的反叛，指责他煽动起义。在诺罗敦保证法国人已经做出让步之后，这场叛乱才得以终结。
1885年中法战争之后，法国控制了越南。1887年10月，安南、东京、交趾支那、柬埔寨共同组成了法属印度支那联邦，后来老挝于1893年加入法属印度支那。
在诺罗敦国王统治的晚年，他已经成为了法国人的傀儡。法国人废除了柬埔寨的传统习惯，将之西化，引起诺罗敦的不满。诺罗敦原本希望自己的儿子诺罗敦·尤根托继承王位，然而尤根托具有强烈的民族主义倾向。1900年，尤根托在前往法国时发表反对法国殖民统治的言论，激怒了法国殖民政府。尤根托因此流亡暹罗，丧失了王位继承权。法国殖民者指定诺罗敦的弟弟西索瓦为副王。诺罗敦对此十分愤怒，出走到暹罗，受到朱拉隆功的庇护。
1904年，诺罗敦在曼谷去世，享年70岁，由西索瓦继承王位。他的遗体被送回柬埔寨，1906年举行佛教传统的葬礼。

## 勋章
- 法國： 荣誉军团勋章大十字勋位
- 泰國： 白象勋章大十字勋位
- 泰國： 扎克里王室勋章骑士勋位

## 家庭

### 后妃
诺罗敦国王一生共有47名王后/王妃：
- 孔占伯莎 Phatchoni 1909年失踪
- 宋宫 Sangun 安赞国王之女
- 德占蒙达鲁 Ditya Jama Manda Nom 华人混血儿
- 莫业 Mom Yeay
- 莫干 Mom Krang 泰族
- 莫万 Mom Vann 泰族
- 甘塔玛丽葡 Kanthamali Phouk
- 昭素甘达腊莎娜丽埃 Chau Sugan Darasa Nari EP 华人
- 巴拉德米宋珍蒂帕 Baladevi Sudachatri Pos
- 甘提拉达娜尼丽 Kantharatna Nari
- 达拉卡 Darakara
- 占宋达东莎藩 Jama Suda Duang Saphan 泰族
- 占素吉葡帕尼丽谭 Jama Sujati Puspa Nari Than
- 玛哈汉莎蓉 MahaHangsa Yeng
- 林安 Neak An 泰族
- 吾帕 Ubol
- 林莎雷德米甘牙拉 Neak Sri Devi Kanhara 华人
- 林混浧 Neak Khun Nhek
- 林布 Neak Pok
- 如拉德米阿莎丽 U Raya Devi Apsari
- 少玛/桑 Soma / Soum
- 林吟布思巴 Neak Iem Busba
- 林芷 Neak Chey 马来人
- 林鲁 Neak Nu
- 林莫 Neak Mom 华人
- 林国拉 Neak Kolap 华人
- 林帕达 Neak Phtal
- 林帕如 Neak Phayou
- 阿甘牙丽埃罗 Akkhanari Ek Nor
- 林年埃苏 Nim Ream Eysor
- 莎丽德米阿莎丽 Siri Devi Apsari
- 宋达巴瓦炳 Suda Bavari
- 林贡冰 Nim Krong Peen
- 甘塔拉葡巴玛普 Khandara Puspa Mac Phuong 华人
- 林末 Neak Mot
- 林努曼 Neak Numan 泰族
- 林达 Neak Tat 华泰混血儿
- 林莫桑 Neak Mom Saum
- 林桑万 Neak Sangvan 泰族
- 林莫就 Neak MomChieu 泰族
- 桑安 Som Angk 泰王族
- 昭桑 Chau Smam
- 林莫秋 Neak Mom Chhueu
- 林厅 Neak Thim 泰族
- 林清玛紮贝 Neak Yima Japi
- 林益玛思雷甘牙拉 Neak Yima Sri Kanhara
- 林占巴莎 Neak Jama Passara 泰族

### 子女
诺罗敦国王共有28名王子与34名公主，包括：
- 长子诺罗敦·哈桑甘
- 次子诺罗敦·巴克
- 第三子诺罗敦·尤根托
- 第二十二子诺罗敦·苏他罗
  - 长子诺罗敦·苏拉玛里特
    - 诺罗敦·西哈努克国王